# Apisit Tanaman
Apisit Tanaman (thailändisch อภิสิทธิ์ ธ.น.หม่าน, * 13. August 1997) ist ein thailändischer Fußballspieler.

## Karriere
Apisit Tanaman Man spielte bis Ende 2019 in der U23-Mannschaft vom Erstligisten Chainat Hornbill FC. Die U23 aus Chainat spielte in der vierten Liga, der Thai League 4. Anfang 2020 wechselte er zur U23-Mannschaft des Erstligisten Port FC nach Bangkok. Am 1. Juli 2020 unterschrieb er seinen ersten Profivertrag beim Ayutthaya United FC. Der Verein aus Ayutthaya, der Hauptstadt der Provinz Ayutthaya in der Zentralregion von Thailand, spielte in der zweiten Liga des Landes, der Thai League 2. Sein Zweitligadebüt gab er am 16. September 2020 im Auswärtsspiel beim Nongbua Pitchaya FC. Hier stand er in der Startelf und spielte die kompletten 90 Minuten. Für den Zweitligisten absolvierte er 18 Ligaspiele. Zu Beginn der Saison 2021/22 wechselte er zum Zweitligaabsteiger Sisaket FC. Mit dem Verein aus Sisaekt spielte er in der North/Eastern Region der dritten Liga. Zu Beginn der Rückserie 2022/23 unterschrieb er einen Vertrag beim Zweitligisten Ayutthaya United FC. Hier stand er bis Saisonende unter Vertrag und bestritt 13 Zweitligaspiele. Zu Beginn der Saison 2023/24 unterschrieb er im August 2023 einen Vertrag bei dem ebenfalls in der zweiten Liga spielenden Phrae United FC. Für den Verein aus Phrae absolvierte er 14 Ligaspiele. Ende Dezember 2023 wurde sein Vertrag nicht verlängert. Im Januar 2024 verpflichtete ihn der Drittligist Udon United FC. Mit dem Klub aus Udon Thani spielt er in der North/Eastern Region der Liga.